# Conti d'Orléans
I conti d'Orléans dal IX secolo al 987 furono i seguenti:

## Conti
Periodo merovingio 
- Willachar, consuocero di re Clotario I.

 Periodo carolingio 
- ?-821: Adrien (v. 860-821), figlio del conte Geroldo I di Vintzgau[1] e della pronipote di Goffredo, duca d'Alemannia, Imma o Emma d'Alemannia[2]. Fratello di Ildegarda[2], moglie di Carlomagno;
- 821-834: Oddone I (v.790-834), figlio del conte d'Orleans, Adrien, e di Waldrada. Oddone era cugino di Bernardo di Settimania[3];
- 827-836: Matfrid I (dopo il 1º settembre 836), fu più volte conte d'Orléans, tra l'827 e l'836. Esautorato tra l'828[4] e l'830[3];
- 836 -861: Guglielmo, figlio del conte, Oddone I[4];
- 861 -866: Roberto il Forte, unitamente al marchesato di Neustria[5];
- 866 -886: Ugo l'abate, anche marchese di Neustria e arcivescovo di Colonia[6];
- 886 -888: Oddone II, figlio di Roberto il Forte, anche marchese di Neustria, conte di Parigi, ed infine re dei Franchi Occidentali[7];
- 888-922: Roberto, fratello del precedente, anche marchese di Neustria, conte di Parigi, poi re dei Franchi Occidentali[8];
- 922-956: Ugo il Grande , figlio del precedente[9], anche Marchese di Neustria demarcus e conte di Parigi, (detto duca dei Franchi) ed infine duca di Borgogna;
- 956-987: Ugo Capeto, figlio del precedente[10], anche duca dei Franchi, poi re di Francia.

Con l'ascesa al trono di Ugo Capeto, la contea di Orléans finì nei possedimenti reali.
Nel corso del XIV secolo fu creato un ducato d'Orleans.

### Fonti primarie
- (LA)  Monumenta Germaniae Historica, tomus II.
- (LA)  Monumenta Germaniae Historica, tomus I.
- (LA)  Codex Laureshamensis, tomus II.
- (LA)  Annales ecclesiastici francorum tomus VIII.
- (LA)  Ademarus Engolismensis, Historiarum Libri Tres.
- (LA)  Monumenta Germaniae Historica, Scriptores, tomus III.
- (LA)  Cartulaire de l'Abbaye de Saint-Bertin: Cartolarium Sithiense.
- (LA)  Monumenta Germaniae Historica, Scriptores, tomus VII.

### Letteratura storiografica
- Gerhard Seeliger, "Conquiste e incoronazione a imperatore di Carlomagno", cap. XII, vol. II (L'espansione islamica e la nascita dell'Europa feudale) della Storia del Mondo Medievale, pp. 358–396.
- Gerhard Seeliger, "Legislazione e governo di Carlomagno", cap. XIV, vol. II (L'espansione islamica e la nascita dell'Europa feudale) della Storia del Mondo Medievale, pp. 422–455.
- René Poupardin, Ludovico il Pio, in «Storia del mondo medievale», vol. II, 1999, pp. 558–582
- René Poupardin, I regni carolingi (840-918), in «Storia del mondo medievale», vol. II, 1999, pp. 583–635
- Louis Halphen, Francia: gli ultimi Carolingi e l'ascesa di Ugo Capeto (888-987), in «Storia del mondo medievale», vol. II, 1999, pp. 636–661
- Allen Mayer, I vichinghi, in «Storia del mondo medievale», vol. II, 1999, pp. 734–769
- Austin Lane Poole, "Germania: Enrico I e Ottone il Grande", cap. IV, vol. IV (La riforma della chiesa e la lotta fra papi e imperatori) della Storia del Mondo Medievale, 1999, pp. 84–111.